# Eumuelleria
Eumuelleria là một chi bướm đêm thuộc họ Noctuidae.